# Isla Las Ánimas
Isla Las Animas, es una isla en el Golfo de California al este de la Península de Baja California. La isla está deshabitada y forma parte del Municipio de La Paz .

## Biología
Tiene dos especies de reptiles : Phyllodactylus unctus (gecko de dedos de hoja de San Lucan) y Urosaurus nigricauda (lagarto de cepillo de cola negra).

## Otras lecturas
- Williams, J.H. (August 1996). Baja Boaters Guide II: Sea of Cortez. H.J. Williams Publications. pp. 125-6. ISBN 0-9616843-8-0.

- Datos: Q19462531